# Виклюк Ярослав Ігорович
Виклюк Ярослав Ігорович (нар. 28 квітня 1977, Чернівці, УРСР) — професор кафедри систем штучного інтелекту національного університету Львівська політехніка, доктор технічних наук, професор. Лауреат премії Президента України для молодих вчених 2017р.

## Біографія
У 1999 році отримав ступінь магістра за спеціальністю теоретична фізика (Чернівецький національний університет). У 2002 році достроково захистив дисертацію кандидата фізико-математичних наук за спеціальністю фізика напівпровідників та діелектриків. Назва дисертації: Зонна структура, хімічні зв'язки та оптичні властивості напівпровідникових твердих розчинів заміщення GaxIn1-xP, InAsxSb1-x, InSb1-хВіх. У 2005 отримав другу вищу освіту: спеціаліст з обліку і аудиту, економіст з обліку і аудиту (Чернівецький торговельно-економічний інститут, КНТЕУ).
З 2002 доцент Чернівецького торговельно-економічного інституту, 2007 отримав вчене звання доцента. З 2010 професор кафедри комп'ютерних системи і технологій, Буковинський університет. Від 2010 проректор з наукової роботи і міжнародних зв'язків.
2011 захистив дисертацію на звання доктора технічних наук за спеціальністю «математичне моделювання та обчислювальні методи». Назва дисертації: Розвиток методів і засобів математичного моделювання об'єктів туристичної галузі. 2013 отримав вчене звання професора.
Лауреат премії Президента України для молодих вчених 2017 року за роботу «Мобільні туристичні інформаційні технології з рекомендаційною безпековою компонентою»

## Наукова та педагогічна діяльність
Тематика наукових досліджень: Data Science, прикладний системний аналіз, математичне моделювання та прийняття рішень в складних динамічних системах (соціальні, географічні, туристичні, економічні системи, а також кризові явища) з використанням технологій штучного інтелекту, DataMining, Big Data, паралельних розрахунків, статистики, економетрії, еконофізики та інших передових математичних методів з впровадженням в інформаційні, WEB та геоінформаційні системи.
За вагомі здобутки та за заслуги перед територіальною громадою м. Чернівців та м. Львів, вагомий особистий внесок у розвиток краю, освіти і науки, в галузі моделювання кризових явищ та побудови стратегій розвитку регіонів неодноразово нагороджений грамотами обласної державної адміністрації.
Сумісні дослідження з академією наук та мистецтв Сербії в напрямку дослідження впливу сонячної активності на такі кризові явища як лісові пожежі та урагани визнані провідними науковцями світу та опубліковані у рейтингових журналах світового рівня.
Член редакційної колегії 6 міжнародних наукових журналів
Член вчених рад по захисту кандидатських та докторських дисертацій за спеціальністю «математичне моделювання та обчислювальні методи»:
- Д 35.052.05 Національний університет "Львівська політехніка"

- Д 047.104.09 Національний університет водного господарства та природокористування, Рівне

## Наукові праці
Автор понад 200 наукових праць, 9 монографій (1 одноосібна), 2 підручники, зокрема:
1. Виклюк Я. І. Математичне моделювання об'єктів туристичної галузі: монографія — Чернівці: Книги — ХХІ, 2010. — 340с.
2. Yaroslav Vyklyuk, Valeriia Savchuk Mobile information technologies for safe tourist trip // LAP LAMBERT Academic publishing, ISBN: 978-613-9-83909-4, 2018, 65С
3. Slavica Malinovic‐Milicevic, Yaroslav Vyklyuk, Milan M. Radovanovic, Marko D. Petrovic Long-term erythemal ultraviolet radiation in Novi Sad (Serbia) reconstructed by neural network modelling // International Journal of Climatology, 2018, Т38, №8, с.3264-3272
4. Yaroslav Vyklyuk, Milan Radovanovic ́, Bosˇko Milovanovic ́, Taras Leko, Milan Milenkovic ́, Zoran Milosˇevic ́, Ana Milanovic ́ Pesˇic ́, Dejana Jakovljevic ́ Hurricane genesis modelling based on the relationship between solar activity and hurricanes // Natural Hazards, 2017, с.1043-1062
5. Vyklyuk Y., Yevdokymenko V., Yaskal I. Modeling of recreation and tourist attractions development using soft computing methods [Архівовано 6 березня 2016 у Wayback Machine.] // International Journal of Business Quantitative Economics and Applied Management Research,  2014, Vol. 1, Issue 7, pp. 11-25.